# Silveirânia
Silveirânia est une municipalité brésilienne de l'État du Minas Gerais et la microrégion d'Ubá.